# آب زمینو
آب زمینو، روستایی در دهستان ایسین بخش مرکزی شهرستان بندرعباس دچح۸ر استان هرمزگان ایران است.

## جمعیت
بر پایه سرشماری عمومی نفوس و مسکن در سال ۱۳۹۵، جمعیت این روستا برابر با ۲۳۱ نفر (۶۸ خانوار) بوده است.